# Chloroclystis bosora
Chloroclystis bosora là một loài bướm đêm trong họ Geometridae.